# Аукас (футбольный клуб)
«А́укас» (исп. Sociedad Deportiva Aucas) — эквадорский футбольный клуб из города Кито. Выступает в Серии А — высшем дивизионе чемпионата Эквадора.

## История
Футбольный клуб «Аукас» был зарегистрирован в Кито 6 февраля 1945 года. Название клубу дал Энрике Ильингворт Кеведо, исполнительный директор подразделения Royal Dutch Shell в Эквадоре. Исторически клуб был тесно связан с этой нефтяной компанией. Название «Аукас» было дано в честь племени ваорани, название которых на языке кечуа (аука) переводится как «враги». Клубные цвета — красный и жёлтый — также восходят к корпоративным цветам Shell.
У команды довольно большое число поклонников в столице, несмотря на то, что в Кито выступают куда более успешные многократные чемпионы страны: ЛДУ Кито (также является единственным эквадорским победителем Кубка Либертадорес), «Эль Насьональ» и «Депортиво Кито». Это во многом обусловлено успешными выступлениями команды в допрофессиональный период в Лиге Пичинча, когда ещё не существовало единого первенства Эквадора. С 1945 по 1951 год «Аукас» выиграл шесть чемпионатов Пичинчи. После организации чемпионата Эквадора команда выступала в основном в элите, но ни разу не становилась ни чемпионом, ни занимала даже второго места. Лучший результат — третье место в чемпионатах 1969, 1975, 1998 годов.

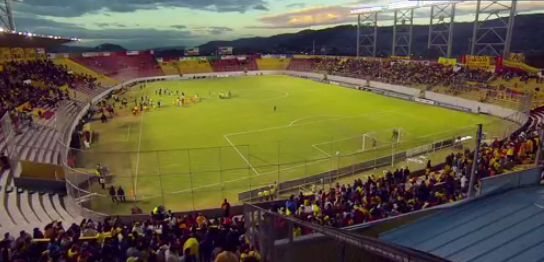
Стадион «Гонсало Посо»

## Титулы и достижения
- Третий призёр чемпионата Эквадора (3): 1969, 1975, 1998
- Чемпион Эквадора в Серии B (3): 1974 E2, 1991 E2, 2014
- Участник Южноамериканского кубка (3): 2002, 2004, 2016
- Участник Кубка Мерконорте (1): 2001